# ホセ・ラモン・エスナオラ
ホセ・ラモン・エスナオラ・ラブル（José Ramón Esnaola Laburu、1946年6月30日 - ）は、スペイン・バスク州アンドアイン出身の元サッカー選手、元サッカー指導者。現役時代のポジションはGK。

## 経歴

### クラブ
バスク州ギプスコア県のアンドアインに生まれ、地元アマチュアクラブであるSDエウスカルドゥナ・アンドアインダーラ・デ・アンドアインを経て1965年にレアル・ソシエダへと移籍した。移籍後4シーズン目の1968-69シーズンからレギュラーに定着し、1970-71シーズンにはスペイン代表から初招集を受けたが、初キャップとはならなかった。
1973年、当時セグンダ・ディビシオンに所属していたレアル・ベティスに1200万ペセタで売却された。レアル・ソシエダはこの時得た移籍金で3人の若手GKを獲得した。その3人はペドロ・アルトラ、ウルティ、ルイス・アルコナーダであるが、彼ら全員がスペイン代表に選出され、サモラ賞を受賞した。ベティス移籍後も正GKとしてクラブに在籍し続け、1976-77シーズンにはコパ・デル・レイ優勝を経験した。この優勝を決めた決勝戦はアスレティック・ビルバオとの対戦であり、PK戦にまで試合は続いた。8人目のビルバオのキッカーだったGKのホセ・アンヘル・イリバルをシュートをエスナオラがストップしての戴冠だった。キャリア晩年の1982-83シーズンとラストシーズンの1984-85シーズンにはUEFAカップにも出場し、後者のシーズン終了後に38歳で現役を引退した。

### 指導者
エスナオラは、現役引退後から2012-13シーズンまでレアル・ベティスにて指導者として在籍していた。
1990-91シーズンと1992-93シーズンには、途中就任でベティスのトップチームの指揮を執ったが、いずれもシーズン終了後に退任している。1994年からはBチームの監督としてクラブに携わったが、1999-00シーズンにクラブがテルセーラ・ディビシオンへと降格したことで辞任した。辞任後の2010年から2012-13シーズンまではトップチームのGKコーチを務め、同職を辞して以降は指導者業から身を退いた。

## 個人成績
- キャリア通算 - 667試合0得点[4]
  - プリメーラ・ディビシオン - 469試合0得点
  - セグンダ・ディビシオン - 90試合0得点

## タイトル

### クラブ
レアル・ソシエダ
- セグンダ・ディビシオン : 1回 (1966-67)

レアル・ベティス
- コパ・デル・レイ : 1回 (1976-77)
- セグンダ・ディビシオン : 1回 (1973-74)